# Franz Josef Czernin

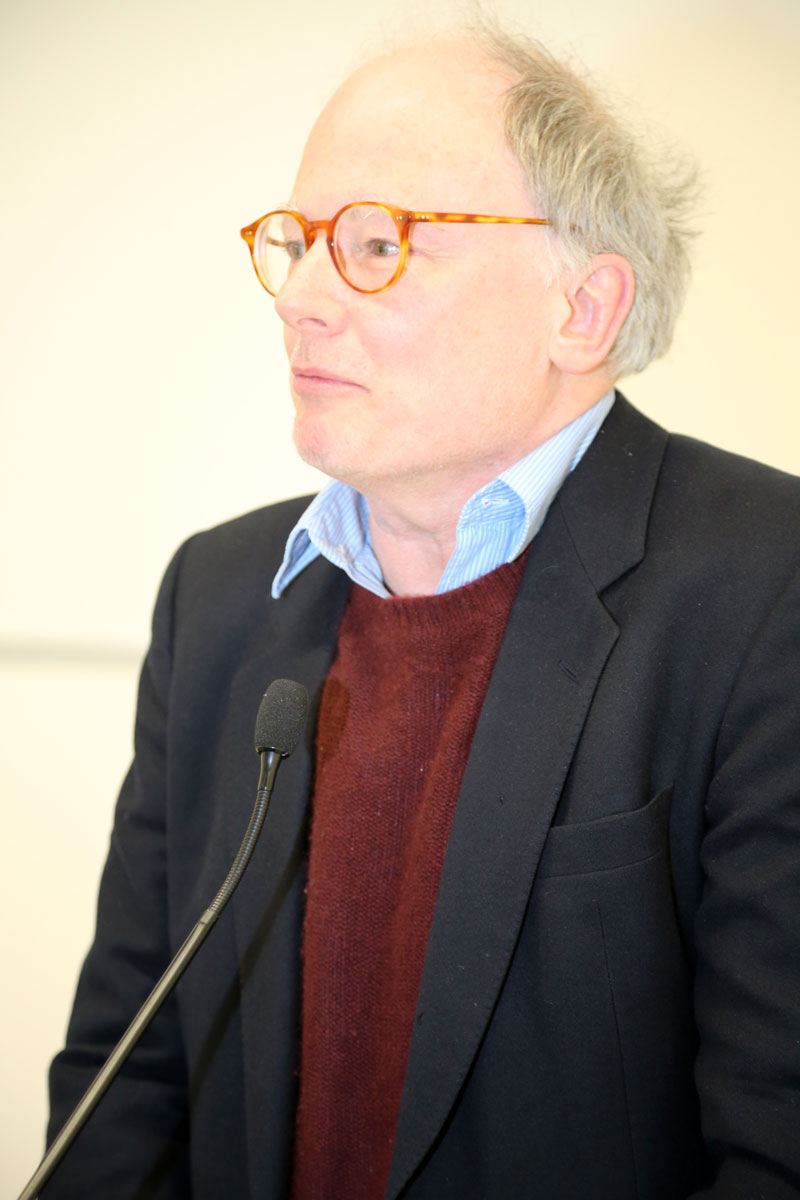
Franz Josef Czernin (2013)

Franz Josef Czernin (* 7. Jänner 1952 in Wien) ist ein österreichischer Schriftsteller. Er entstammt dem böhmischen Uradelsgeschlecht Czernin von Chudenitz.

## Leben
Czernin legte 1971 die Matura ab und studierte von 1971 bis 1973 an der Indiana University. Danach lebte er an verschiedenen Orten Österreichs, seit 1980 hauptsächlich in Rettenegg (Steiermark).
Czernin schrieb Aphorismen, Prosa (auch theoretische und kritische Werke), am Rande auch dramatische Werke, vor allem aber experimentelle, von der Wiener Gruppe beeinflusste Lyrik. Er beschäftigte sich auch mit traditionellen Gedichtformen wie Sonetten, Terzinen oder Sestinen.
1987 veröffentlichte er zusammen mit Ferdinand Schmatz im Residenz Verlag einen Band, für den die beiden absichtlich schlechte Gedichte schrieben, wie sie im direkt darauf folgenden Enthüllungsbuch darlegten. Sie taten das, um die Urteilskriterien des Verlags und den österreichischen Literaturbetrieb in Frage zu stellen.
Seit 2008 ist Czernin Mitglied der Darmstädter Deutschen Akademie für Sprache und Dichtung. In Österreich gehört er der Künstlervereinigung MAERZ an.

## Auszeichnungen
- 1993: Stadtschreiber von Graz
- 1997: Literaturpreis der Stadt Wien
- 1998: Anton-Wildgans-Preis
- 1998: Heimito von Doderer-Literaturpreis, Sonderpreis für Literarische Essayistik
- 2003: Heimrad-Bäcker-Preis
- 2004: Literaturpreis des Landes Steiermark
- 2007: Georg-Trakl-Preis
- 2007: Österreichischer Staatspreis für Literaturkritik
- 2011: Magus-Preis der Gesellschaft zur Förderung der westfälischen Kulturarbeit
- 2012: H. C. Artmann-Preis
- 2015: Ernst-Jandl-Preis[2]
- 2023: Sonderpreis der Jury des Erlanger Literaturpreises für Poesie als Übersetzung

## Werke
- ossa und pelion. Edition Neue Texte, Linz 1979, ISBN 978-3-900292-15-7.
- die kunst des sonetts. Droschl, Graz 1985, ISBN 978-3-900292-41-6.
- Gelegenheitsgedichte. Rainer, Berlin 1986, ISBN 978-3-88537-092-5.
- Die Reisen. In achtzig Gedichten um die ganze Welt. Residenz Verlag, Salzburg 1987, ISBN 978-3-7017-0487-3.
- mit Ferdinand Schmatz: Die Reise. In achtzig flachen Hunden in die ganze tiefe Grube. Edition Neue Texte, Linz 1987, ISBN 978-3-900292-48-5.
- ganganbuch 6. jahrbuch 1989 für zeitgenössische literatur (1988, Hrsg. zus. m. Ferdinand Schmatz)
- das stück. ein theater. Edition Neue Texte, Linz 1991, ISBN 978-3-900292-65-2.
- Sechs tote Dichter (Hausmann, Kafka, Kraus, Musil, Trakl, Priessnitz). Sonderzahl, Wien 1992, ISBN 978-3-85449-037-1.
- die aphorismen. eine einführung in die mechanik. 8 Bände + Registerband. Sonderzahl, Wien 1992, ISBN 978-3-85449-045-6.
- gedichte. Droschl, Graz 1992, ISBN 978-3-85420-304-9.
- die kunst des sonetts, 2. teil. die kunst des sonetts, 3. teil. Droschl, Graz 1993, ISBN 978-3-85420-348-3.
- Terzinen. Edition Artelier, Graz/Frankfurt 1994.
- Marcel Reich-Ranicki. Eine Kritik. Steidl, Göttingen 1995, ISBN 978-3-88243-345-6.
- natur-gedichte. Hanser, München 1996, ISBN 978-3-446-18740-5.
- Die Schreibhand. Zu Reinhard Priessnitz’ Gedicht Heldin. Sonderzahl, Wien 1997, ISBN 3-85449-119-0.
- Anna und Franz. Sechzehn Arabesken. Haymon, Innsbruck 1998, ISBN 978-3-85218-273-5.
- William Shakespeare: Sonnets. Übersetzungen. Hanser, München 1999, ISBN 978-3-446-19787-9.
- Kühlschrankpoesie. 480 Wort- und Buchstabenmagnete. Sanssouci, Zürich 1999, ISBN 3-7254-1142-5.
- Dichtung als Erkenntnis. Zur Poesie und Poetik Paul Wührs. Droschl, Graz/Wien 1999, ISBN 978-3-85420-509-8.
- Apfelessen mit Swedenborg. Essays zur Literatur. Grupello, Düsseldorf 2000, ISBN 978-3-933749-35-2.
- Voraussetzungen. Vier Dialoge. Droschl, Graz/Wien 2002, ISBN 978-3-85420-614-9.
- elemente, sonette. Hanser, München 2002, ISBN 978-3-446-20227-6.
- mit Hans-Jost Frey: Briefe zu Gedichten. Urs Engeler Editor, Basel/Weil am Rhein 2003, ISBN 978-3-905591-64-4.
- das labyrinth erst erfindet den roten faden. Einführung in die Organik. Hanser, München 2005, ISBN 978-3-446-20578-9.
- elstern, versionen. Gedichte. Onomato, Düsseldorf 2006, ISBN 978-3-939511-03-8.
- Der Himmel ist blau. Aufsätze zur Dichtung. Urs Engeler Editor, Basel/Weil am Rhein 2007, ISBN 978-3-938767-23-8.
- Zur Metapher. Die Metapher in Philosophie, Wissenschaft und Literatur. Fink, München 2007, ISBN 978-3-7705-4214-7. (Hrsg. zus. m. Thomas Eder)
- staub.gefässe. gesammelte gedichte. Carl Hanser, München 2008, ISBN 978-3-446-23068-2.
- Das telepathische Lamm. Essays und andere Legenden. Klever, Wien 2011, ISBN 978-3-902665-27-0.
- Metamorphosen. Die kleine Kosmologie. Droschl, Graz 2012, ISBN 978-3-85420-798-6.
- zungenenglisch. visionen, varianten. Edition Lyrik Kabinett bei Hanser, München 2014, ISBN 978-3-446-24470-2.
- mit Hans-Jost Frey: Sätze. Hrsg. von Urs Engeler. roughbook, Zürich/Rettenegg/Solothurn 2014, ISBN 978-3-907369-08-1.
- Beginnt ein Staubkorn sich zu drehn. Ornamente, Metamorphosen und andere Versuche. Brueterich Press, Berlin 2015, ISBN 978-3-945229-02-6.
- Das andere Schloss. Matthes & Seitz, Berlin 2018, ISBN 978-3-95757-561-6.
- Der goldene Schlüssel und andere Verwandlungen. Matthes & Seitz, Berlin 2018, ISBN 978-3-95757-542-5.
- reisen, auch winterlich. Gedichte. Hanser, München 2019, ISBN 978-3-446-26166-2.
- widersprüche sind die hilferufe des denkens. Aphorismen. Hrsg. von Friedemann Spicker. Illustrationen von Werner Seltier. Edition Virgines, Düsseldorf 2022, ISBN 978-3-910246-05-8.
- geliehene zungen. Gedichte. Hanser, München 2023, ISBN 978-3-446-27758-8.
- Ein anderes Licht? Metaphern und Literatur. Matthes & Seitz, Berlin 2025, ISBN 978-3-7518-3030-0.